# Fosa de las Marianas

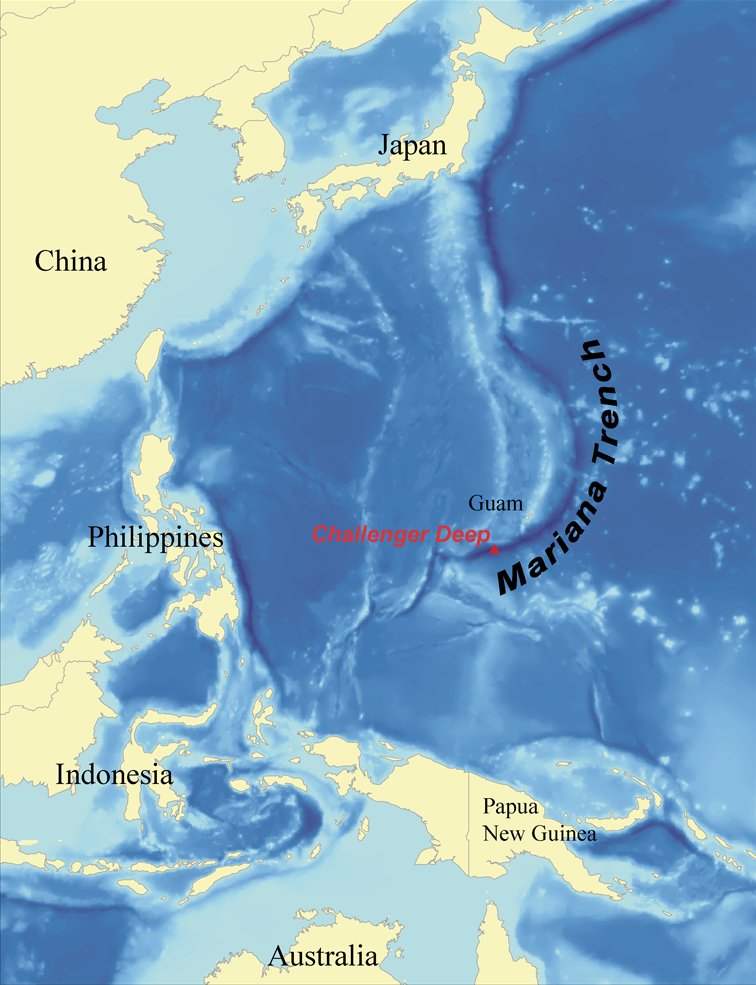
La fosa de las Marianas.

La fosa de las Marianas es una depresión del fondo marino que se encuentra en el océano Pacífico occidental, a unos 200 km al este de las islas Marianas, y es el área más profunda conocida de la Tierra. Tiene forma de media luna y mide unos 2550 km de largo por unos 70 km de ancho. La máxima profundidad de esta fosa oceánica es de 10 994 metros en el extremo sur de un pequeño valle en su fondo, conocido como Abismo de Challenger. Las mediciones llevan su punto más profundo hasta los 11 034 metros. En comparación, si la montaña más alta del planeta, que es el monte Everest con 8 849 metros, reposara sobre este punto, la cima estaría todavía a más de dos mil metros de la superficie.
En el fondo de la fosa la columna de agua ejerce una presión de 1086 bar (15 750 psi), más de mil veces la presión atmosférica normal al nivel del mar. Con esta presión, la densidad del agua se incrementa un 4,96%. La temperatura en el fondo oscila entre 1 y 4 °C.
La fosa no es la zona del lecho marino más cercana al centro de la Tierra. Esto se debe a que nuestro planeta tiene forma de esferoide oblato, no es una esfera perfecta, pues su radio es unos 25 km menor en los polos que en el ecuador. Como resultado, algunas partes del lecho marino del océano Ártico están por lo menos 13 km más cerca del centro de la Tierra que el abismo de Challenger. 
En 2009 la Fosa de las Marianas fue nombrada Monumento nacional de Estados Unidos. Investigadores del Centro de Oceanografía Scripps han encontrado allí ejemplares de Xenophyophorea, unos organismos unicelulares que se desarrollan a una profundidad de 10 600 metros. Otros datos sugieren que allí también prosperan formas de vida como microorganismos. Se pueden encontrar también peces luminiscentes y otras especies.

## Etimología
La fosa de las Marianas lleva el nombre de las cercanas islas Marianas, llamadas así en honor a la reina de España Mariana de Austria (1634-1696), esposa de Felipe IV de España.

## Vida en la fosa
La expedición realizada en 1960 afirmó haber observado con gran sorpresa, debido a la alta presión, grandes criaturas que vivían en el fondo del océano, como un pez plano de unos 30 cm de largo y camarones. Según Jacques Piccard, líder de esa primera expedición: "El fondo parecía ligero y claro, un residuo de firme tierra de diatomeas". Muchos biólogos marinos son ahora escépticos sobre el supuesto avistamiento del pez plano, y se sugiere que la criatura pudo haber sido un pepino de mar. Durante la segunda expedición, el vehículo sin tripulación Kaikō recogió muestras de lodo del lecho marino. Se descubrió que en esas muestras vivían organismos diminutos.
En julio de 2011 una expedición de investigación desplegó módulos de aterrizaje sin ataduras, llamados cámaras de caída, equipados con cámaras de video digitales y luces para explorar esta región de aguas profundas. Entre otros muchos organismos vivos, se observaron unos gigantescos foraminíferos unicelulares con un tamaño superior a 4 plg (10,2 cm), pertenecientes a la clase de los monotálamos. Las monotalameas destacan por su tamaño, su extrema abundancia en el fondo marino y su papel como huéspedes de diversos organismos.
En diciembre de 2014 se descubrió una nueva especie de pez baboso a una profundidad de 8145 m (26 722,4 pies), batiendo el récord anterior de pez vivo más profundo visto en vídeo.
Durante la expedición de 2014 se filmaron varias especies nuevas, entre ellas enormes anfípodos conocidos como supergigantes. El gigantismo de aguas profundas es el proceso en el que las especies crecen más que sus parientes de aguas poco profundas.
En mayo de 2017 un tipo no identificado de pez babosa fue filmado a una profundidad de 8178 metros (26 800 pies).

### Contaminación
En 2016 una expedición de investigación examinó la composición química de los crustáceos carroñeros recogidos en el rango de 7.841 a 10.250 m dentro de la fosa. Entre estos organismos los investigadores encontraron concentraciones extremadamente elevadas de PCBs, una toxina química prohibida en la década de 1970 por su daño medioambiental, concentrada a todas las profundidades dentro del sedimento de la fosa. Otras investigaciones han descubierto que los anfípodos también ingieren microplásticos, y que el 100% de los anfípodos tienen al menos un trozo de material sintético en el estómago.
En 2019 Victor Vescovo informó del hallazgo de una bolsa de plástico y envoltorios de caramelos en el fondo de la fosa. Ese año, Scientific American también informó que se había encontrado carbono-14 procedente de pruebas con bombas nucleares en los cuerpos de animales acuáticos hallados en la fosa.

## Historia de las investigaciones

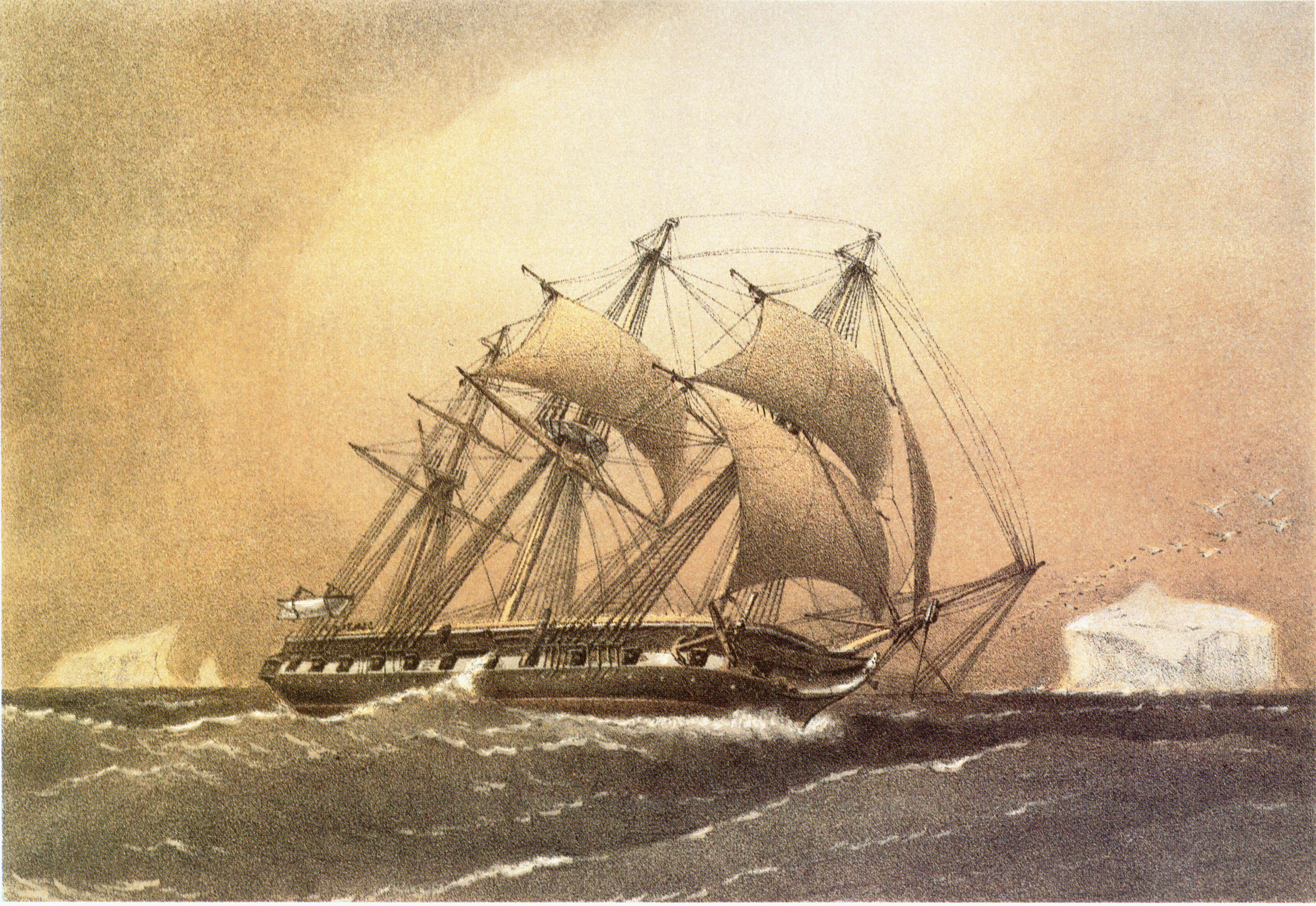
El HMS Challenger, desde el cual se sondeó por primera vez la fosa en 1875.

La fosa fue descubierta durante la expedición Challenger en 1875 por la fragata de la Marina Real Británica HMS Challenger, que da el nombre a la parte más profunda de la fosa, el abismo de Challenger. Sirviéndose de un escandallo, registraron una profundidad de 8 184 metros. En 1877 el cartógrafo alemán August Petermann publicó un mapa titulado Tiefenkarte des Grossen Ozeans (Mapa de profundidad del Gran Océano), que mostraba la localización de ese sondeo. En 1899 el barco carbonero reconvertido USS Nero, de la armada estadounidense, registró una profundidad de 9 636 metros.
En 1951, y usando ecolocalización, se midió una profundidad de 11 012 m en 11°19′N 142°15′E / 11.317, 142.250. En 1957 la nave soviética Vitiaz informó de una profundidad de 11 022 m. En 1962 el buque M.V. Spencer F. Baird registró una profundidad de 11 563 m.
En la fosa se encontró un calamar gigante del género Architeuthis, una especie desconocida de lenguado y varias especies desconocidas hasta entonces. A 11 km de profundidad se encontraron otros tipos de biodiversidad como minúsculos seres vivos unicelulares y una forma de plancton por ahora desconocida, según se publicó en la revista Science. La fosa de las Marianas es uno de los lugares más desconocidos y misteriosos del mundo.
Discovery Channel emitió un programa en 2009 en el que se sugería que la gran fosa es una amplia zona de subducción de la corteza terrestre que se sumerge bajo el manto tectónico, donde la placa del Pacífico subduce bajo la pequeña placa de las Marianas, lo que explica la existencia del archipiélago y su constante actividad volcánica. La poca actividad telúrica se explicó por la existencia de una franja de roca suave disgregada a modo de lubricante que evita el roce brusco entre la placa superior y la que se hunde.

La placa del Pacífico se subduce bajo la placa de las Marianas, creando la fosa de las Marianas.

### Descensos

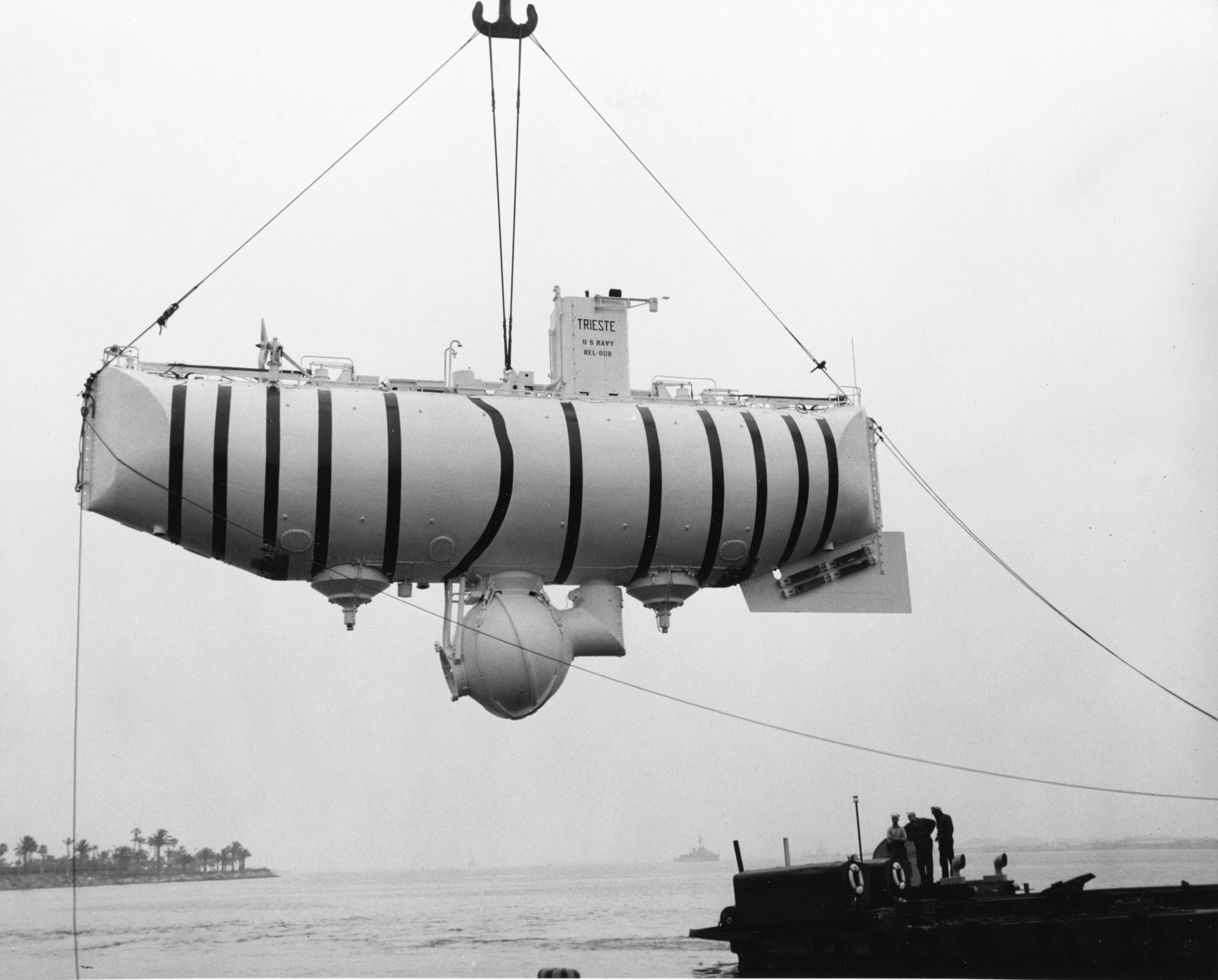
El batiscafo Trieste, diseñado por Auguste Piccard, fue el primer vehículo tripulado en llegar al fondo de la fosa de las Marianas, gesta que logró el 23 de enero de 1960.

El 23 de enero de 1960 descendió la primera nave tripulada dentro de la fosa: el batiscafo Trieste, invención de Auguste Piccard, capitaneado por Jacques Piccard, hijo del primero y acompañado por Don Walsh, oficial de la Armada estadounidense. La inmersión se proyectó para obtener datos del origen de este abismo. El lugar del descenso fue el extremo suroccidental de la fosa, a unos 338 km de Guam. Los sistemas de a bordo indicaban una profundidad de 11 521 m, que después fue revisada y resultó ser de 11 034 metros.
En 2012 el director de cine y explorador James Cameron llegó a las profundidades de la fosa a bordo del submarino Deepsea Challenger.
Según la agencia rusa Sputnik: «El 8 de mayo de 2020, a las 22:34, hora de Moscú, el vehículo submarino no tripulado autónomo ruso Vitiaz llegó al fondo de la fosa de las Marianas. Los sensores de Vitiaz registraron una profundidad de 11,028 metros.»
En 2017, durante una expedición en la fosa de las Marianas, se identificó una nueva especie denominada Pseudoliparis swirei, y posteriormente se recogieron con éxito individuos de P. swirei utilizando un video lanzador con cebo.